# Myoida
Myoida  (лат.) — отряд морских двустворчатых моллюсков из подкласса разнозубых (Heterodonta). Большинство представителей этой группы — сверлильщики, прорезающие передним концом раковины глубокие ходы в плотном донном грунте или погружённой в воду древесине. Обычно моллюски продолжают питаться взвешенными в воде частицами, протягивая к выходу из хода длинные сифоны, в связи с чем такой образ жизни рассматривают как форму защиты от хищников. Представители семейства корабельных червей, благодаря наличию бактерий-симбионтов, приобрели способность питаться целлюлозой и гемицеллюлозой. Многие Myoida используются в пищу человеком, некоторых разводят в марикультуре.

## Строение
Представители отряда обладают тонкими, лишёнными перламутрового слоя раковинами. Края створок у многих видов неплотно примыкают друг другу, оставляя зияющие щели на брюшном и сифональном краях. Передняя часть раковины, используемая для сверления, нередко несёт дополнительные зубцы, увеличивающие абразивные свойства. Замковый аппарат раковины представлен 1—2 кардинальными зубами (десмодонтный тип замка), что обеспечивает относительную подвижность створок. У корабельных червей раковина сильно редуцирована в размере и заключает лишь небольшую часть тела. Нога во время сверления функционирует как присоска, обеспечивая прикрепление моллюска к стенке хода. Края левого и правого листков мантии срастаются почти на всём протяжении, сохраняются лишь отверстия сифонов и — в передней части брюшного края — отверстие для ноги. 

## Иллюстрации

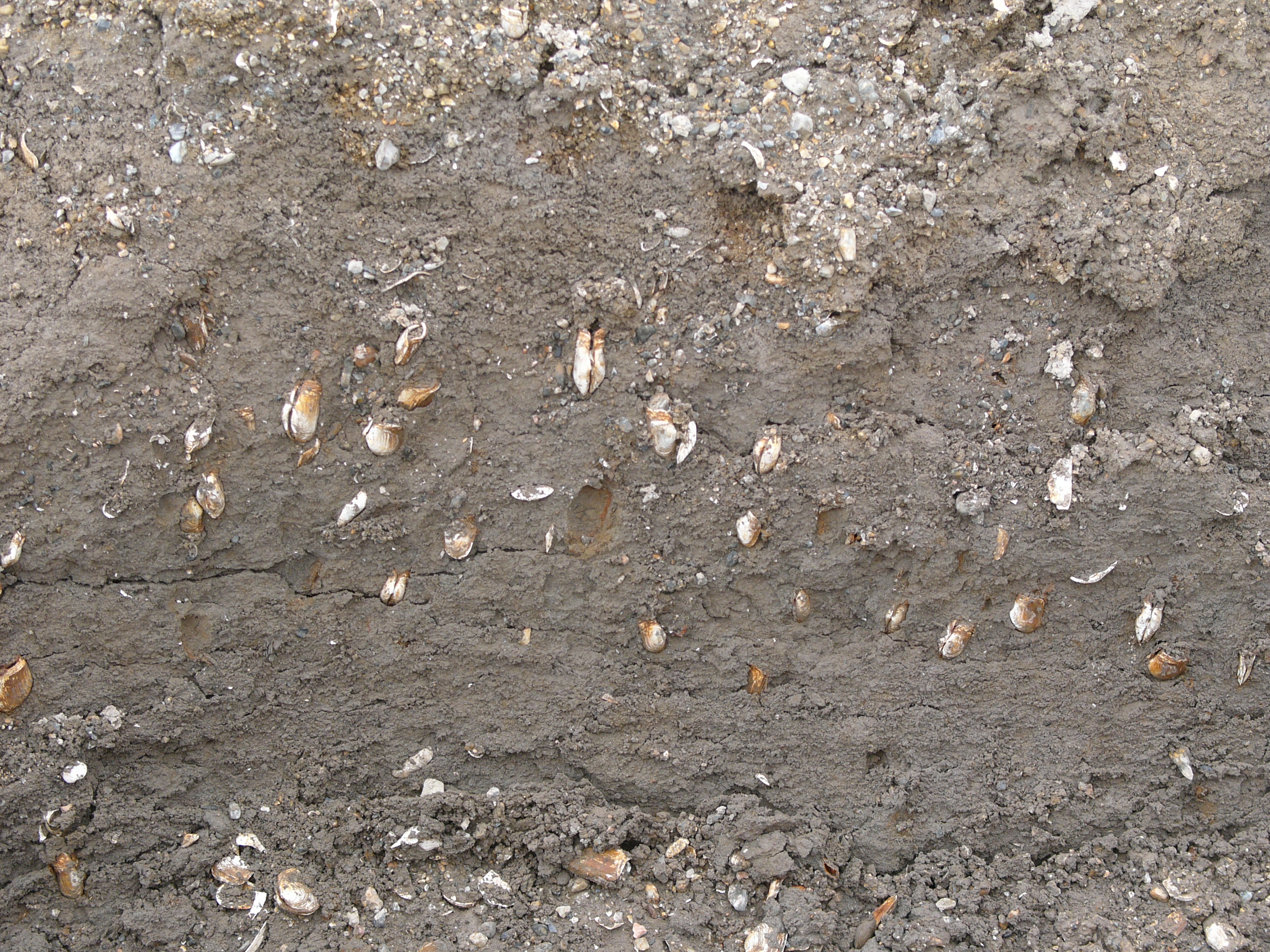
Mya truncata в разрезе грунта
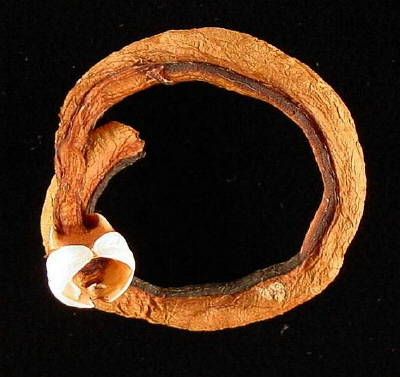
Корабельный червь Teredo
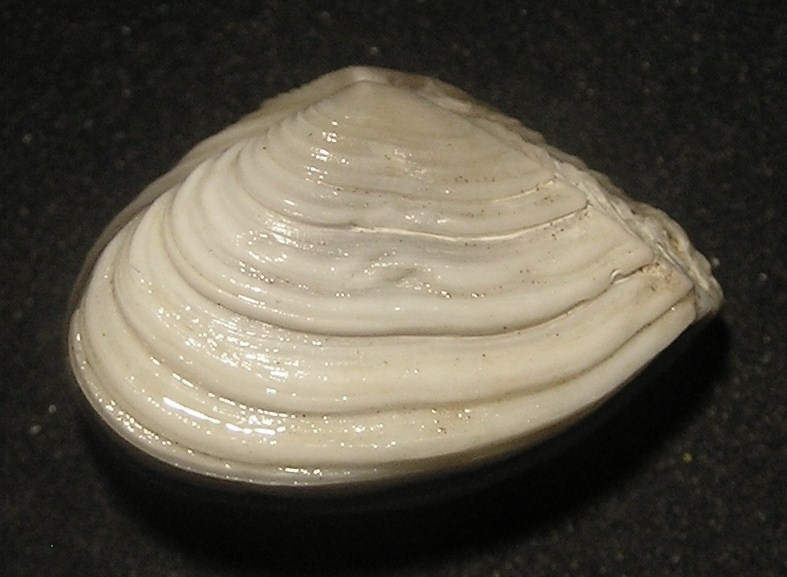
Corbula modesta (Corbulidae)
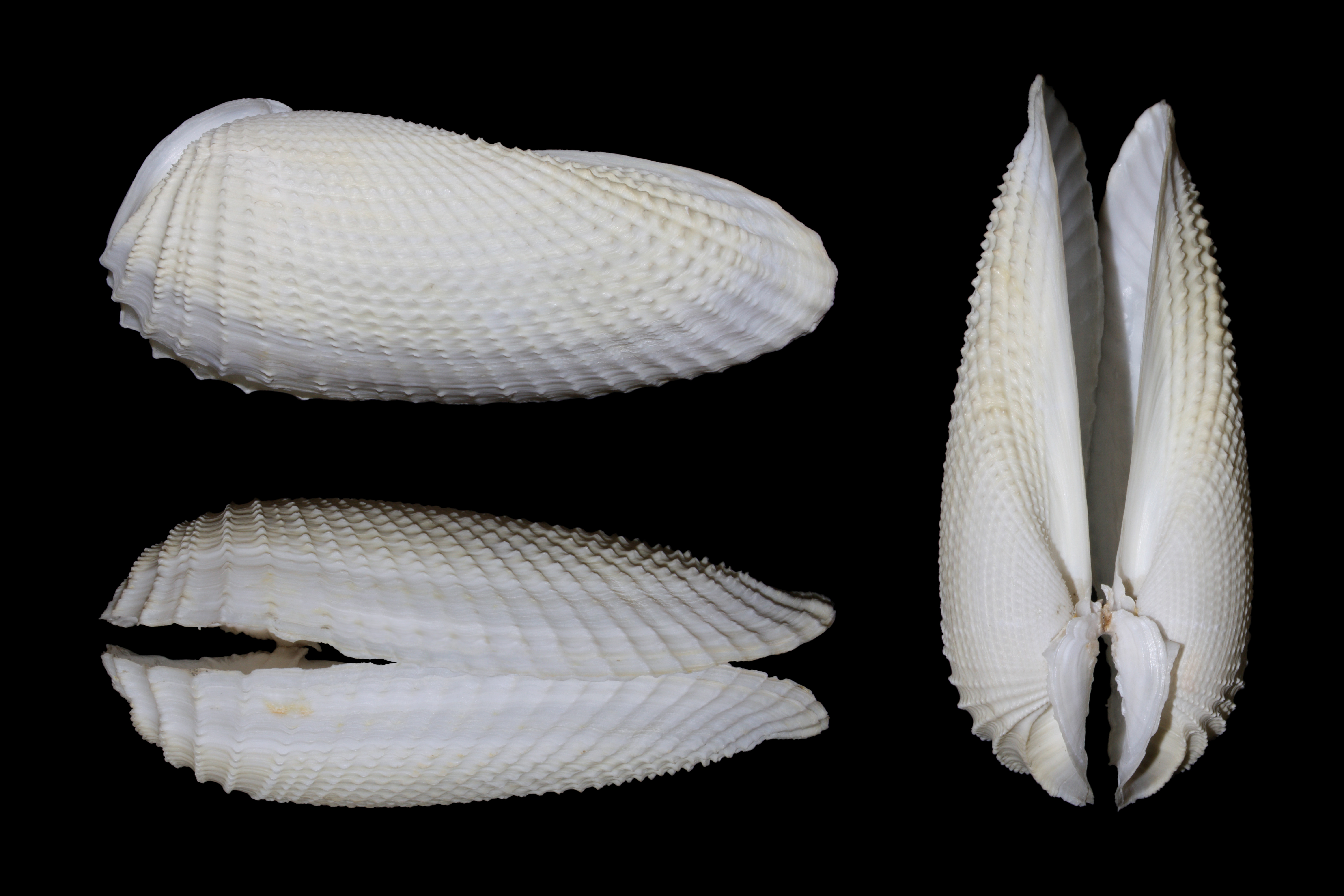
Cyrtopleura costata (Pholadidae)